# Yeniçağa
Yeniçağa ist eine Stadt und ein Landkreis der türkischen Provinz Bolu. Der Ort liegt etwa 35 Kilometer östlich der Provinzhauptstadt Bolu. Der Landkreis liegt zentral in der Provinz und ist ein Binnenkreis, ohne Grenzen zu anderen Provinzen. Das Stadtsiegel weist die Jahreszahl 1962 auf, das könnte ein Hinweis auf das Jahr der Erhebung zur Belediye sein.

## Landkreis
Der Kreis grenzt im Norden an den Kreis Mengen, im Osten an Gerede, im Süden an Dörtdivan und im Westen an den zentralen Landkreis. Durch den Landkreis verläuft von West nach Ost eine Autobahn, die als  E 80 von Edirne über Istanbul kommend nach Erzurum und zur iranischen Grenze führt und als  Istanbul mit Ankara verbindet. In Richtung Norden führt die D-750 ab nach Zonguldak am Schwarzen Meer. Im Norden der Kreisstadt liegt der See Yeniçağa Gölü, an dem zahlreiche Vogelarten heimisch sind.
Der kleinste Landkreis der Provinz entstand am 20. Mai 1990 durch Abspaltung vom Kreis Gerede, der östlich davon liegt. Alle der heutigen 16 Dörfer (Köy) gehörten zuvor zum Bucak Yeniçağa (1985: 10.548 Einw., davon die Stadt Yeniçağa mit 4.646 Einw.) im Kreis Gerde (1985: 65.025 Einw.). Die Dörfer werden durchschnittlich von 148 Menschen bewohnt, sechs Dörfer haben mehr Einwohner als der Durchschnitt. Die Skala der Einwohnerzahlen reicht von 297 (Hamzabey) herunter bis auf 71. Der Kreis hat die zweithöchste Bevölkerungsdichte nach dem zentralen Landkreis (Merkez).